# Зграя акул
«Зграя акул» (англ. Shark Swarm) — американський телевізійний фільм жахів 2008 року.

## Сюжет
Будівельний магнат Гамільтон Люкс вирішив побудувати житловий комплекс на узбережжі невеликого каліфорнійського містечка. Але берег зайнятий рибалками, яхти яких заполонили затоку. Рибалка Деніел Вайлдер не хоче залишати ці місця і продавати землю бізнесменові. Тому Люкс йде на підлість, скидаючи в затоку бочки з отруйними токсичними відходами, щоб вбити усю рибу. Але це призводить до того, що хімікати починають впливати на акул, які стають кровожерливими агресивними хижаками.

## У ролях
| Актор             | Роль                   |
| ----------------- | ---------------------- |
| Деріл Ганна       | Брук Вайлдер           |
| Джон Шнайдер      | Деніел Вайлдер         |
| Арманд Ассанте    | Гамільтон Люкс         |
| Ф. Мюррей Абрахам | професор Білл Джирдлер |
| Роурк Крітчлоу    | професор Філіп Вайлдер |
| Гізер Маккомб     | Емі Цукерман           |
| Джон Інос III     | Кейн Маркус            |
| Алан Ф'юдж        | пастор Герман          |
| Джин Девіс        | шериф Декстер Мюррей   |
| Брент Кінг        | Клінт Дюран            |
| Джун Сквібб       | Бесс Вайлдер           |
| Мімі Майклс       | Кім Вайлдер            |